# L'Ampolla (ort)
L'Ampolla är en ort i Spanien.   Den ligger i provinsen Província de Tarragona och regionen Katalonien, i den östra delen av landet, 400 km öster om huvudstaden Madrid. L'Ampolla ligger 7 meter över havet och antalet invånare är 2 441.
Terrängen runt L'Ampolla är platt åt sydost, men åt nordväst är den kuperad. Havet är nära L'Ampolla åt sydost. Runt L'Ampolla är det ganska tätbefolkat, med 100 invånare per kvadratkilometer. Närmaste större samhälle är Deltebre, 10,3 km söder om L'Ampolla. 